# جان مایکانن
جان مایکانن (به انگلیسی: John Mykkanen) (زادهٔ ۸ سپتامبر ۱۹۶۶) شناگر اهل ایالات متحده آمریکا است.